# Luxilus zonistius
Luxilus zonistius är en fiskart som beskrevs av Jordan, 1880. Luxilus zonistius ingår i släktet Luxilus och familjen karpfiskar. Inga underarter finns listade i Catalogue of Life.